# Les Laurentides (conseil législatif)
Ne doit pas être confondu avec Les Laurentides (division sénatoriale canadienne).
Division du Conseil législatif du Québec
Les Laurentides est une division du Conseil législatif du Québec ayant existé de 1867 à 1968. Elle est abolie en même temps que le Conseil lui-même.

## Liste des conseillers
| Années | Années      | Conseiller législatif | Parti           |
| ------ | ----------- | --------------------- | --------------- |
|        | 1867 - 1887 | Jean-Élie Gingras     | Conservateur    |
|        | 1887 - 1892 | Guillaume Bresse      | Libéral         |
|        | 1892 - 1946 | Thomas Chapais        | Conservateur    |
|        | 1946 - 1959 | Gérald Martineau      | Union nationale |
|        | 1959 - 1968 | Antonio Auger         | Union nationale |